# Militärgeschichtliche Zeitschrift
Die Militärgeschichtliche Zeitschrift (MGZ) ist eine seit 2000 halbjährlich erscheinende militärische Fachzeitschrift zum Thema Militärgeschichte. Vorgänger waren die vom 15. Juni 1967 bis 1999 erscheinenden Militärgeschichtlichen Mitteilungen (MGM).
Die Militärgeschichtliche Zeitschrift wird vom Zentrum für Militärgeschichte und Sozialwissenschaften der Bundeswehr (ZMSBw) in Potsdam, bis 2012 vom Militärgeschichtlichen Forschungsamt (MGFA) ebenfalls in Potsdam herausgegeben durch den jeweiligen Kommandeur und den Leitenden Wissenschaftler des Zentrums, aktuell Sven Lange und Alaric Searle , sowie Ute Daniel, Stig Förster, Bernhard R. Kroener, Wilfried Loth, Reiner Pommerin†, Hew Strachan und Bernd Wegner. Verlegt wird die Zeitschrift bei De Gruyter Oldenbourg in Berlin (bis 2013 München) verlegt. Die Redaktion bilden Gabriele Bosch, Dorothee Hochstetter, Thorsten Loch, Christoph Nübel, Markus Pöhlmann, Robert Riemer und Aleksandar-Saša Vuletić.
Jede Ausgabe der wissenschaftlichen Zeitschrift enthält mehrere Aufsätze und größere Beiträge zu verschiedenen Epochen und Themen der Militärgeschichte, die den Forschungsstand und geschichtswissenschaftlichen Diskurs wiedergeben. Ein Rezensionsteil dient der Erörterung relevanter wissenschaftlichen Literatur. Die Artikel erscheinen im Peer-Review.